# Borj El Amri
Borj El Amri o Bordj El Amri (in arabo برج العامري‎?) è una città della Tunisia.
Fa parte del Governatorato di Manouba e costituisce una municipalità di 5.556 abitanti e il capoluogo di una delegazione di 16.184 abitanti.
Creata per decreto del Bey il 17 dicembre 1904, è nata come villaggio dove si installarono coloni francesi per praticare la cerealicoltura e la viticoltura. Il nome originario del villaggio era Massicault, in onore del residente generale di Francia in Tunisia dal 23 novembre 1886 al 5 novembre 1892. Dopo la partenza degli ultimi francesi nel 1961 prende il nome di Borj El Amri da un'antica fortezza (in arabo borj).
Attualmente ospita la scuola dell'Aeronautica militare Tunisina, creata negli anni 1960, che dispone di un aeroporto (codice ICAO:DTTI).
La città è anche conosciuta per la sua prigione civile, spesso citata da organizzazioni per la difesa dei diritti umani per un presunto utilizzo della tortura.